# Radio Sommières
Radio Sommières est une radio associative et pédagogique gérée par des animateurs sociaux culturels. C'est une station de radio des Francas (association d'éducation populaire) du Gard, qui possède la particularité d'être animée par une cinquantaine de jeunes ayant entre 8 et 18 ans.
Les enfants participent toujours « en direct », car la radio encourage la confiance et l'expression des jeunes. Radio Sommières présente plus de trente heures d'émission diffusée en direct par semaine, des couvertures de concerts et de festivals, des interviews, entièrement réalisé par des mineurs.

## Histoire
Créée en 2001, Radio Sommières n'est pas la première radio locale à avoir été créé dans ce secteur. La précédente station dénommée Radio Vidourle n'émettait plus, permettant ainsi, quelques années plus tard, à Radio Sommières de commencer le direct grâce au matériel récupéré chez Radio Vidourle.
Les jeunes apprentis journalistes peuvent exercer dans les locaux de la radio en moyenne une heure par semaine, selon un créneau défini en début d’année. Durant une trentaine de minutes, les enfants et adolescents se consacrent à la préparation de l’émission, puis l'émission se déroule derrière le micro et en direct, sur le plateau radio,. La radio émet sur la fréquence 102,9 MHz et couvre un territoire situé entre Montpellier et Nîmes.

## Organisation et fonctionnement
Radio Sommières, créée en 2000/2001, est affiliée à la Fédération des radios associatives du Languedoc-Roussillon, région dans laquelle elle est située, et plus précisément dans la ville de Sommières (Gard). C'est initialement une émanation des Francas, un mouvement d'éducation populaire créé en 1944,. Elle dépend du centre de loisirs intercommunal La Saussinette.
Selon le site du Service Civique du département du Gard, le projet de cette station est unique. celle-ci reçoit chaque semaine, du mardi au samedi, des enfants de 7 à 18 ans qui s’occupent d’animer les émissions. Il y a actuellement 25 émissions par semaine rédigées par ces jeunes.
Axées avant tout sur l’aspect pédagogique, des interventions dans des temps d’activités périscolaires, ont lieu auprès des établissements scolaires. Au delà d'une simple participation des élèves, des projets en lycée sur la thématique de l’insertion professionnelle font également partie de leurs actions. La formation média  est autant destinée à des adultes qu'à des enfants .
Cette organisation pédagogique du centre d'animation des « Francas du Gard », propose également à des jeunes élèves âgés de neuf à treize ans des stages de découverte de la radio et du journalisme,,.

## Technique

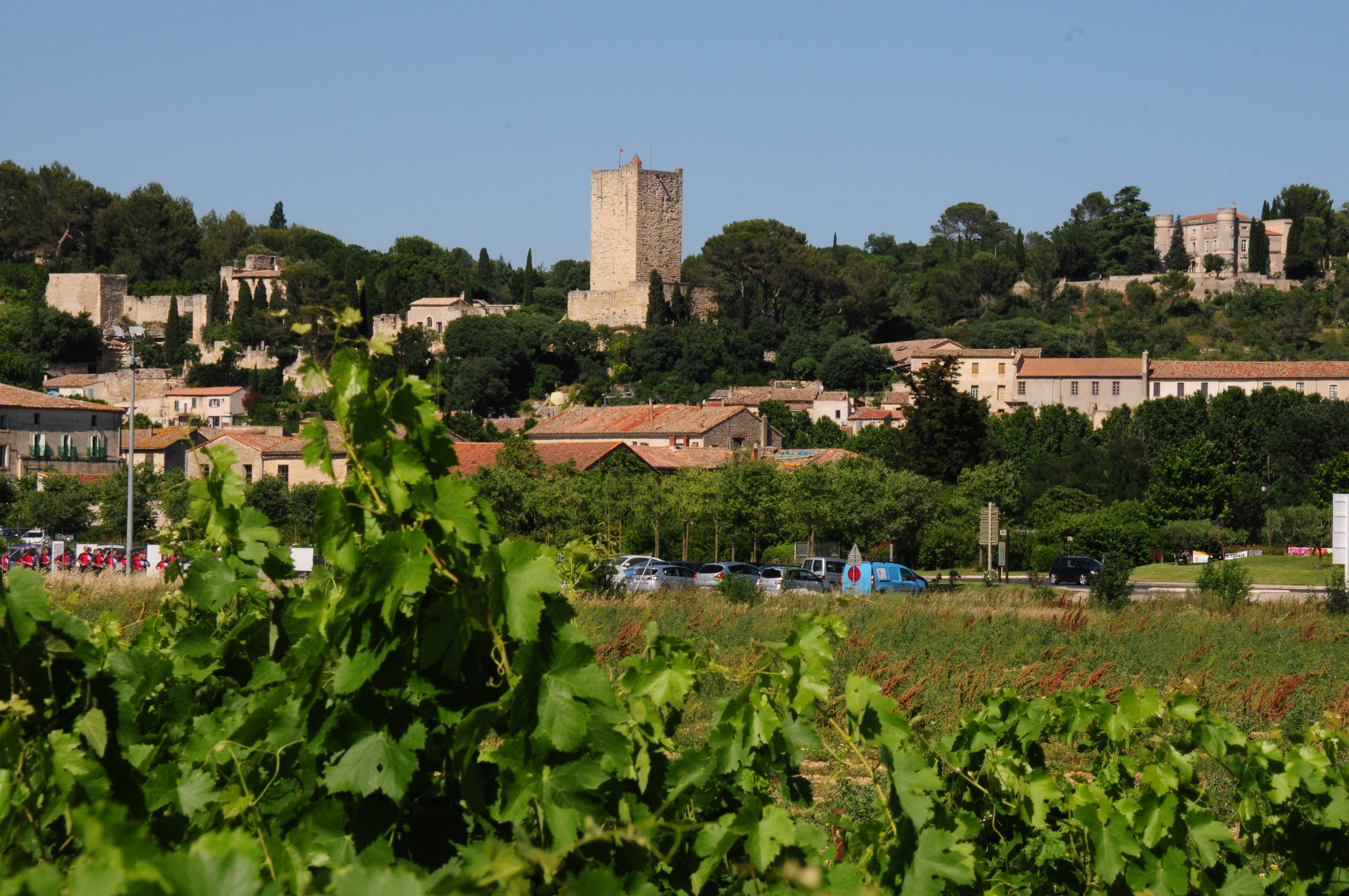
Le siège de la station est situé à Sommières

La station de Radio Sommières, située dans la commune du même nom, diffuse sur la fréquence 102.9 Mhz. Depuis début avril 2010, le CSA a attribué à la station une fréquence permanente (avant elle était temporaire). La puissance apparente rayonnée (PAR) est de 10 W. À cette émission via la voie hertzienne s'ajoute la diffusion du contenu d'antenne sur internet, via un stream mp3 http.
Les logiciels utilisés à Radio Sommières sont quasiment tous gratuits et libres : Zararadio et MyRadiomatisme pour la gestion de diffusion musicale, Shoutcast et m3w pour la diffusion sur Internet,  Nero Wave Editor pour l'enregistrement du contenu d'antenne. La radio est totalement autonome et peut aussi être gérée à distance si nécessaire.
Le site Internet est basé sur un système de gestion de contenu appelé « e107 ».